# Cachoeirinha (Tocantins)
Cachoeirinha es un municipio brasileño situado en el estado de Tocantins. Tiene una población estimada, en 2021, de 2293 habitantes.
Se localiza a una latitud 6°7′20″ S y a una longitud 47°55′17″ O, a una altitud de 190 metros.
Posee un área de 351,54 km².